# Squadra del resto del mondo di Laver Cup
La squadra del Resto del mondo di Laver Cup, nota anche come Team World, è la squadra di tennis che rappresenta le nazioni non europee nella Laver Cup, a partire dal 2017.
È stata sconfitta dalla squadra europea in 4 delle 6 edizioni finora disputate, riuscendo a vincere per la prima volta nel 2022 e per la seconda volta nel 2023.

## Squadra attuale
Lista dei 7 tennisti convocati da John McEnroe per la Laver Cup 2021.
| Resto del mondo                | Resto del mondo |
| ------------------------------ | --------------- |
| Capitano: John McEnroe         |                 |
| Vice-capitano: Patrick McEnroe |                 |
| Giocatore                      | Rank            |
| Denis Shapovalov               | 12              |
| Diego Schwartzman              | 15              |
| Félix Auger-Aliassime          | 11              |
| John Isner                     | 22              |
| Reilly Opelka                  | 19              |
| Nick Kyrgios                   | 95              |
| Jack Sock                      | 164             |

|  | Ritiro    |
|  | Alternate |